# قایق دوبدنه

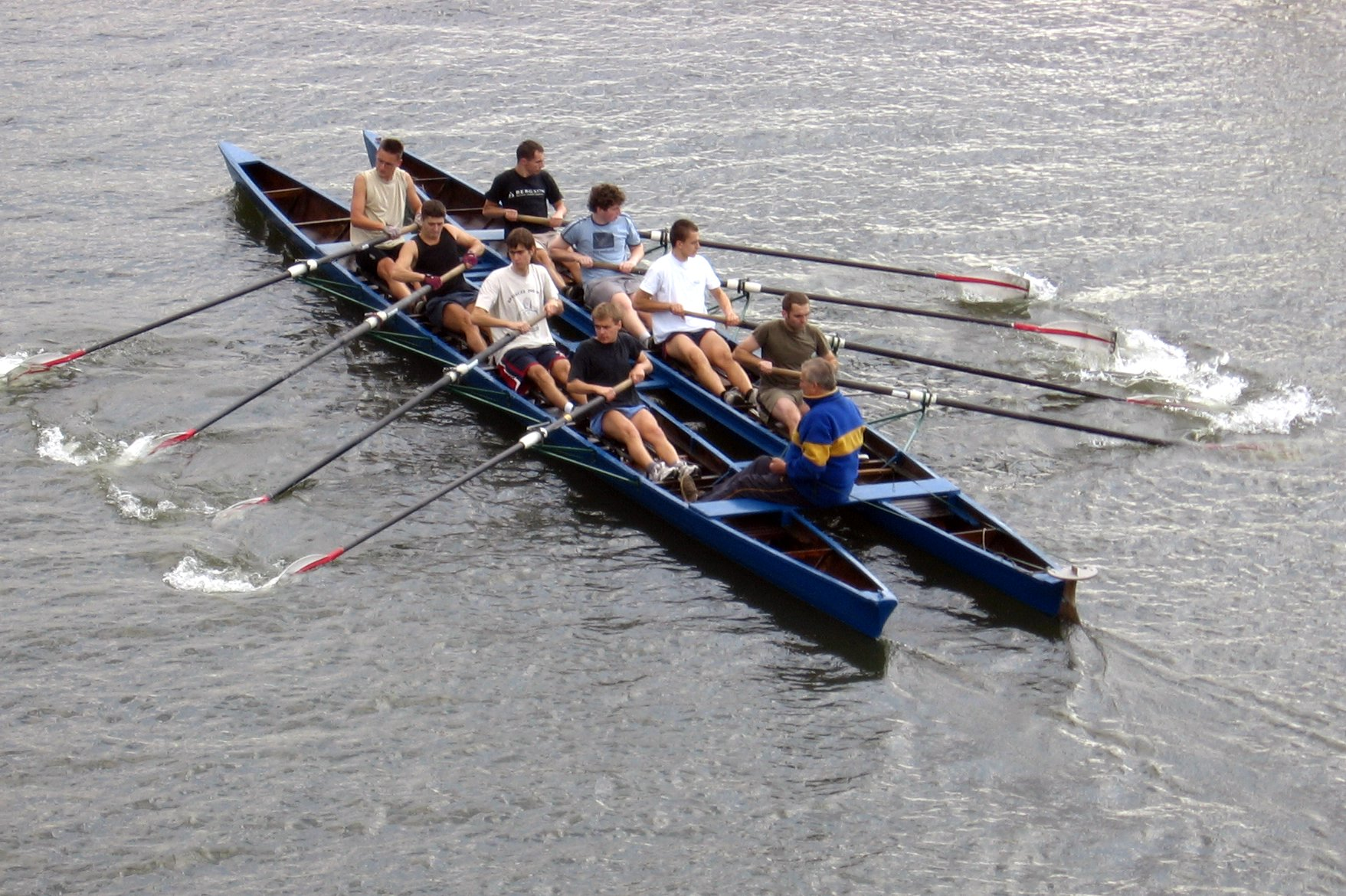
یک قایق دوبدنه.

قایق دوبَدَنه، یا کاتامِرَن، نوعی قایق است که از دو بدنه تشکیل شده که توسط قابی به هم وصل شده‌اند.
برخی کشتی‌ها هم به صورت دوبدنه ساخته می‌شوند. دوبدنه‌ها هم به صورت بادبانی و هم موتوری ساخته می‌شوند.
قایق‌های دوبدنه نخستین بار توسط ماهیگیران پاراوایی در کرانهٔ تامیل نادو هندوستان استفاده شده که آن را در زبان محلی «کاتاماران» می‌نامند.

## کاتارامانهای نظامی
اولین کشتی جنگی که توسط یک موتور بخار به حرکت درمی‌آمد، به نام فولتون در طول جنگ ۱۸۱۲ در ایالات متحده ساخته شد. این کشتی یک کاتاماران با یک چرخ پارویی بین بدنه آن بود.
در اوایل قرن بیستم، چندین کاتاماران توس آلمان، انگلیس و روسیه و اسپانیا به عنوان کشتی‌های نجات زیردریایی برای بیرون آوردن زیردریایی‌های آسیب دیده با استفاده از جرثقیل‌های عظیم ساخته شدند.
کشوری پیشگام در استفاده از کاتاماران‌ها به عنوان حمل و نقل دریایی سریع‌السیر نیروی دریایی سلطنتی استرالیا بود. همچنین در حال حاضر فرماندهی حمل و نقل دریایی نظامی ایالات متحده چندین کاتاماران را برای حمل و نقل اعضا و باربری در نیروی دریایی در بنادر کم عمق دارد.
کشورهای مختلفی مانند هند، چین، ایران، تایوان نیز از این وسیله در نیروی دریایی خود و برای مصارف مختلف در اختیار دارند. هندوستان از این نوع کشتی برای هیدورگرافی استفاده می‌کند. چین از این سری کشتی‌ها با طراحی رادار گریز برای پرتاب موشک داشته و تایوان نیز برای نیروی دریایی خود قایق دوبدنه رادار گریز چندماموریتی ساخته است.
ایران نیز دارای دو ناوچه در این کلاس می‌باشد ناو کلاس شهید سلیمانی و ناو شهید ابومهدی

## جستارهای وابسته

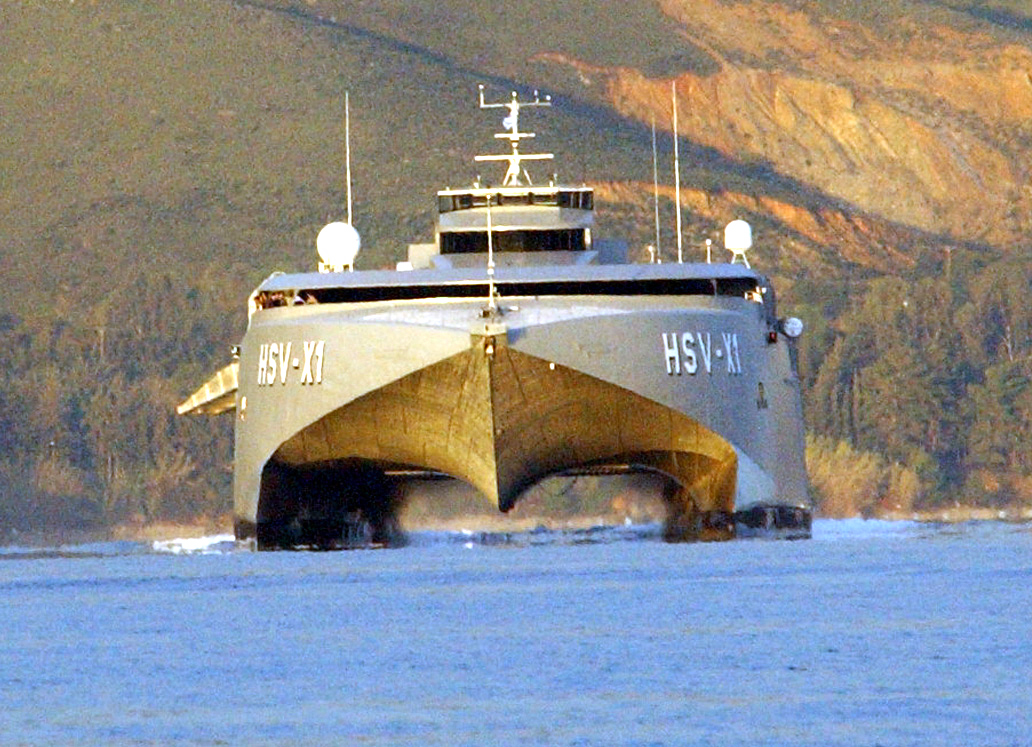
اچ‌اس‌وی-ایکس۱ جوینت ونچر، یک کشتی نظامی دوبدنه.